# Build (software)
Build (česky sestavení) je v informatice ta část procesu vývoje software, při které se převádějí programy, dokumentace, případně i některá data ze zdrojového tvaru, který je zpravidla čitelný pro člověka a vhodný pro vytváření a úpravy, do cílového tvaru, který je vhodný pro efektivní zpracování počítačem (programy, knihovny, konfigurační a „pevné“ datové soubory), v případě dokumentace pro kvalitní zobrazení. Součástí buildu může být i instalace vzniklých souborů nebo její příprava či ověření, a vytvoření, případně příprava distribučních médií. Termín „build“ se běžně používá ve dvou významech: jedním je proces konvertování zdrojového kódu do samostatných softwarových artefaktů (tzv. kompilace), druhým je výsledek tohoto procesu. Stejné označení však není běžné u interpretovaných programovacích jazyků jako je Perl, Ruby nebo Python.

## Nástroje pro build
Proces sestavení počítačového programu je obvykle řízen jiným programem, který celý proces automatizovaně koordinuje. Příkladem takových řídících programů je make, Gradle, Meister od OpenMake Software, Ant, Maven, Rake, SCons, Phing. Řídící program musí typicky zkompilovat více souborů (často i různé typy souborů) ve správném pořadí. Pokud nebyl zdrojový kód dané části programu od posledního překladu změněn, nemusí být nutné tuto část (nebo soubor) znovu kompilovat, což dokáže zejména u velkých projektů proces sestavení výrazně urychlit a chytřejší nástroje tohoto často využívají.